# Vivos y directos
Vivos y directos  es el segundo disco en directo de la banda española de rock Celtas Cortos.
Fue publicado en 2012 por la discográfica DRO. Es el segundo álbum en directo de la banda, grabado entre octubre de 2010 y 2011 durante la gira de la banda de Valladolid.
El disco contiene un total de 25 canciones en las que se repasa la trayectoria de la banda en sus 24 años. La publicación distingue 2 tipos de conciertos: el eléctrico (temas correspondientes a toda su carrera discográfica, exceptuando los correspondientes al disco Introversiones, salvo Fiesta (Versión Española)) y el acústico (temas correspondientes al disco Introversiones).
Se publicó en formato 2CD + DVD. Cada CD recoge un concierto y el DVD recoge los 2 conciertos, además de un Making of correspondiente a estos conciertos.
El único sencillo publicado corresponde al tema Días de colores (versión 2012), del cual realizaron un videoclip promocional.

## Contenido

### CD 1
1. El Emigrante - 4:07
2. Tranquilo Majete - 4:46
3. Cuéntame un cuento - 4:00
4. Tú Eres El Mejor - 4:23
5. 20 de abril - 3:55
6. Macedonia Tradicional - 4:40
7. Skaparate Nacional - 3:10
8. La senda del tiempo - 7:30
9. República De Sanjes - 4:36
10. Polk-Oyster - 2:44
11. Fiesta (Versión Española) - 4:51
12. Retales De Una Vida - 4:20
13. Haz Turismo - 4:05
14. No Nos Podrán Parar - 5:02

### CD 2
1. Gur Millis Morag - Shenandoah
2. Vida Gris - 4:12
3. Todo Cambia - 4:15
4. El Marinero Borracho - 3:44
5. Canciones Sin Medida - 3:30
6. Category - 3:24
7. Lucha De Gigantes - 4:00
8. Malditos Vecinos - 4:35
9. Blues Del Pescador "Fisherman's Blues" - 4:04
10. Cadenas - 4:26
11. Días De Colores (Versión 2012) - 4:20

### DVD
1. Concierto Eléctrico
2. Concierto Acústico
3. Making Of

Bonus Track
1. Breizh Positive (Versión Teatros 2010) (exclusiva en iTunes)
2. Star of the County Down (Versión Teatros 2010) (exclusiva en iTunes)